# Ópálos
Ópálos, 1910-ig Ópaulis (románul: Păuliș, németül: Paulisch) falu Romániában, Arad megyében.

## Nevének eredete
A mai település tkp. Pálos/Paulis, amelyet Ó- és Újpálos (Păulișu Vechi és Nou) egyesítésével 1956 után hoztak létre. A falu középkori neve Pálülése, melynek előtagjában a Pál személynév található. (1333–34-ben Paululese, 1393-ban Paalelese, 1478-ban Pal Elesy, 1491-ben Paljlese, egy 1560-es defterben – az arab betűs említést átírva – Palelesse.) Ez a név szerb és román közvetítéssel Ópaulis formában került vissza a magyarba. A helységnévrendezéskor az Országos Községi Törzskönyvbizottság először a középkori Pálülése alakot javasolta felújítani, avagy a község ellenkezése esetén meghagyni az Ópaulis nevet. A község vezetése azonban az Ópálos név hivatalossá tételét kérte. Ez végül meg is történt, figyelmen kívül hagyva az Országos Levéltár ellenvéleményét, amely szerint utóbbi nem szerencsés, hiszen egy középkori pálos kolostor meglétére utalna. A Fábián Gábor 1835-ös könyve azonban helyben is elterjesztette a hagyományt, amely a helységnevet az egykori kalodvai pálosokhoz kötötte.

## Fekvése
Lippától 9 km-re északnyugatra, a Maros jobb partján, a 7-es főút mellett fekszik.

## Népessége
- Fényes Elek, adatait az 1839–40-es katolikus egyházmegyei sematizmusból véve, 1625 ortodox, 381 magyar és német római katolikus és tizenegy evangélikus lakosról tud Ópaulison és 452 német római katolikusról Újpaulison.[4]
- 1910-ben az akkori Ópálos 2516 lakosából 1737 vallotta magát román, 380 magyar és 351 német anyanyelvűnek. Felekezet szerint 1728 ortodox, 619 római katolikus, 59 református, 27 zsidó és 48 javarészt baptista hívőt írtak össze. Újpáloson ugyanekkor 496 főből 455 volt német anyanyelvű; 462 római katolikus és 33 ortodox. (Utóbbiak valószínűleg cigányok.)
- Az időközben egyesített falunak 2002-ben 1778 lakosa volt, közülük 1608 román, 107 magyar és 53 német nemzetiségű; 1322 ortodox, 149 római katolikus, 128 pünkösdi, 91 baptista és 31 református vallású.

## Története
Valószínűleg azonos az 1323-ban említett Negyed (Nyged) faluval, amelyet akkor Magyar András és Pál birtokolt. Mivel a Pálülése név először tíz évvel később bukkan fel, az is sejthető, hogy az új nevet Magyar Pálról kapta. 1393-ben révje, vámja és a Mokra-hegyen szőlője is volt. Ugyanezen évben Zsigmond bányaművelési engedélyt adott Maróthi Jánosnak határában. Kastélyát 1451 után Haraszti Ferenc építtette, 1510-ben már állt. Bebek Györgynek 1561-ben 27 adófizető portája volt benne, de más földesurak is birtokoltak itt. Határában feküdt egykor az elpusztult Sarlód (1213, Sorloud) falu is.
1699 és 1741 között, a Maros menti határőrvidék fennállása idején szerb határőrök lakták. 1702-ben 92 szerb határőr családfőjét írták össze. A határőrvidék feloszlatása után lakói nagy része az Orosz Birodalomban telepedett le, és ott 1752 körül Új-Szerbiában, Pavlis néven létrehozták saját falujukat (a mai Butivka Ukrajnában). Helyüket a Maros menti faluban, amely 1772-ben régi helyéről, a Maros melletti Târnova határrészről az áradások miatt feljebb, keletre települt, románok foglalták el, akik mellé később magyarok és németek is betelepültek.
Glogováci svábok 1773-ban létrehozták Újpaulis (németül: Neupaulisch, románul: Păulișu Nou) falut az újonnan feljebb települt falu északnyugati, Ménes felőli peremén. A két falu később közigazgatásilag többször egyesült, majd különvált, 1956 után egyesítették őket véglegesen. Mivel határukat nagyrészt az Arad-hegyaljai borvidék dombjai foglalták el, mindkét település népe elsősorban szőlészettel-borászattal foglalkozott. Az újpaulisiak ezenkívül – Fényes Elek adatai szerint – sikeresen próbálkoztak dinnye és dohány termesztésével is, Ópaulis pedig egy helyi cseresznyefajtával dicsekedhet (paulisi szívcseresznye). Ópaulison 1811-től évi három országos vásárt tartottak. Mindkét falut 1848-ig a kamara birtokolta.
Miután az ópaulisi jegyző 1873-ban a helyiek akarata ellenére magyar nyelvűvé tette a helyi közigazgatást, majd a kiérkező Tabajdi Károly alispán a jegyző pártját fogta, a lakosság elégedetlenségét Aradról kivezényelt katonasággal fojtották el. 1883-tól Ópaulison állami (magyar tannyelvű) elemi iskola működött, az újpaulisi római katolikus felekezeti iskola pedig 1868-ban német–magyar, majd magyar–német tannyelvűvé lett, végül 1910-ben államosították. Birtokrendszerét a kisbirtokok túlsúlya jellemezte, a szántóföldek kétharmadán búzát, egyharmadán kukoricát termesztettek. A századfordulón kőfejtőjéből évi átlagban ötvenezer köbméter dioritot termeltek ki.
Miután az ópálosi románok között az I. világháború előtt elterjedt a baptizmus, Gheorghe Bradin itt szervezte meg az első román pünkösdi-karizmatikus közösséget, majd 1923-ban Pavel Budeanu amerikai hittérítő Romániában először itt merített be híveket pünkösdi szellemben.
1944 ősz elején a magyar honvédség szállta meg a falut. Megpróbálták feltartóztatni a román előrenyomulást, de szeptember 14–16-án, kemény tankcsatában vereséget szenvedtek (bővebben: Ópálosi csata). Újpáloson a szocializmus idején egészen 1990-ig német nyelvű iskolai tagozat működött, akkor azonban a svábok kivándorlása miatt megszüntették.

## Látnivalók, nevezetességek
- A pincesor.
- A szőlők mellé, éppúgy mint a borvidék déli részének más településein, kúriák, présház-üdülők (kolnák) épültek. A régi épületek közül a faluban áll még a Bohn-, a Fabian-, a Karossy-, a Miatovics- és a Schmidt-kúria.
- Románia első, 1922-ben épült pünkösdi imaháza. Az újabb, nagyobb imaház felépítése óta használaton kívül áll.
- Az ortodox templom 1780–83-ban, az ópaulisi római katolikus templom 1761-ben, az újpaulisi 1880-ban épült.
- A Maros partján, egy kiugró hegyfokon (Biserica din Vale) 13. századi, 13,5 × 7,5 méteres alaprajzú, téglából és terméskőből épült teremtemplomot tártak fel, 11. századi erődítéssel és mellette egy 20,75 × 8 méteres, 15–16. századi kőépület alapjait.
- Az út mellett 1974-ben emlékművet állítottak az 1944-es ópálosi csatának.

## Híres emberek
- Itt töltötte gyermekkorát 1854 és 1861 között Lóczy Lajos.

## Gazdaság
- Noha sokkal szerényebb mértékben, mint akár a szocializmus idején, a településen ma is foglalkoznak borászattal.
- Kőbánya (diorit).